# Assedio di Badajoz (1705)
L'assedio di Badajoz del 1705 fu una battaglia combattuta nel corso della guerra di successione spagnola dal giugno all'ottobre del 1705.
Le forze anglo-olandesi al comando dell'ugonotto Henri de Massue, conte di Galway, e dell'olandese François Nicolas Fagel avanzarono nel sud-ovest della Spagna muovendo l'assedio alla fortezza di Badajoz, punto chiave nell'area. Ad ogni modo, le forze assedianti vennero costrette a ritirarsi quando i francesi che presidiavano il forte ottennero dei rinforzi di cavalleria dal maresciallo René de Froulay de Tessé. L'assedio venne ripreso nuovamente ad ottobre di quello stesso anno, ma quando il conte di Galway perse un braccio, Fagel decise di ritirarsi col resto della propria armata. Questo fallimento portò al richiamo di Fagel in madrepatria ed al suo definitivo ritiro dallo scenario di guerra.